# Hongquiite
L'hongquiite è una specie di minerale accettata dall'IMA nel 1976 ma poi non più accettata perché successive analisi hanno stabilito che la formula chimica è TiC pertanto è da ritenersi analoga alla khamrabaevite.